# Schloss Topoľčianky

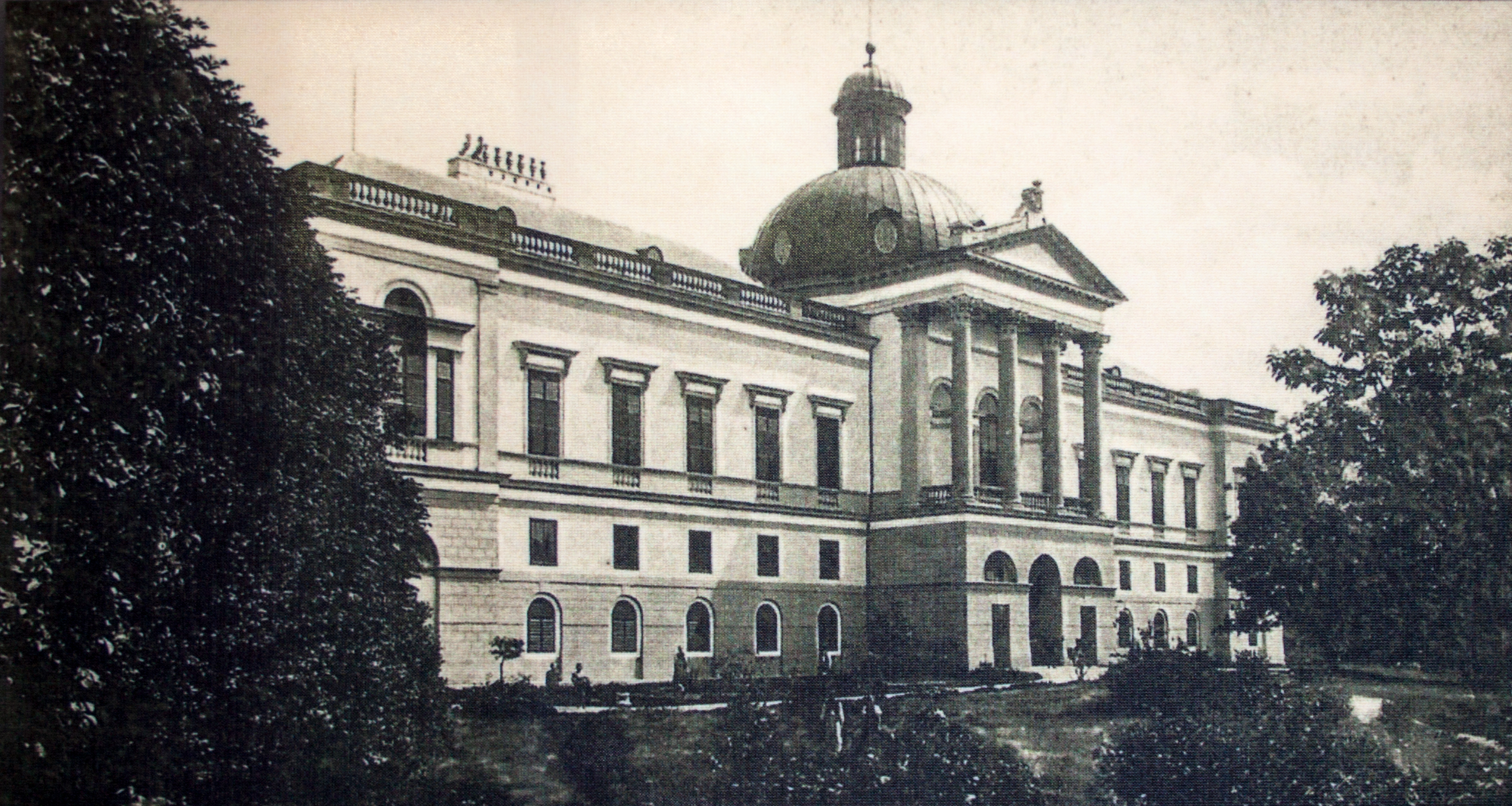
Hauptfront des Schlosses zu Beginn des 20. Jahrhunderts

Das Schloss Topoľčianky (ung. Kistapolcsány, dt. Kleintopoltschan) ist ein Schloss mit Park im gleichnamigen Ort im Westen der Slowakei gelegen. Bis 1918 gehörte die Herrschaft Kleintopoltschan zu Österreich-Ungarn und lag  gemeinsam mit dem gleichnamigen Ort im Komitat Bars.

## Geschichte

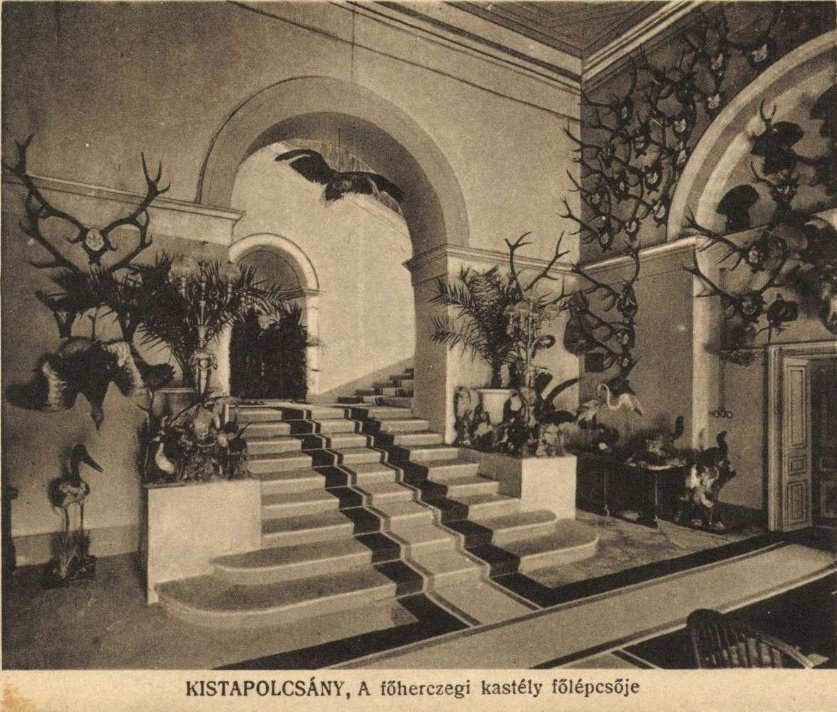
Treppenhaus, Zustand vor 1918

Die Historie des Schlosses geht auf die Familie Tapolcsány zurück, die in dieser Region zwischen 1293 und 1614 Majoratsherr war. Nach dem Aussterben dieses Geschlechtes wurde die Herrschaft am 16. Januar 1616 öffentlich versteigert. Den Zuschlag erhielt der Baron László Pethe-Hetessi, der die Herrschaft für 46 000 Goldgulden erwarb. Dessen Tochter Anna Pethe heiratete 1627 den Grafen Paul Rákóczi (* 1596, † 12. März 1636). Durch diese Heirat ging die Herrschaft in den Besitz der Rákóczis über.
Franz II. Rákóczi, der letzte Besitzer der Herrschaft aus diesem Adelsgeschlecht, musste nach Niederschlagung des Rákóczi-Aufstandes das Land verlassen. Nach Besetzung der Ortschaft durch Truppen des Generals Sigbert Heister im August 1708 fiel die Herrschaft an den Wiener Hof und kam so in den Besitz von Kaiser Joseph I. Dieser verkaufte die Herrschaft im Herbst 1711 an den Grafen Karl Zichy.

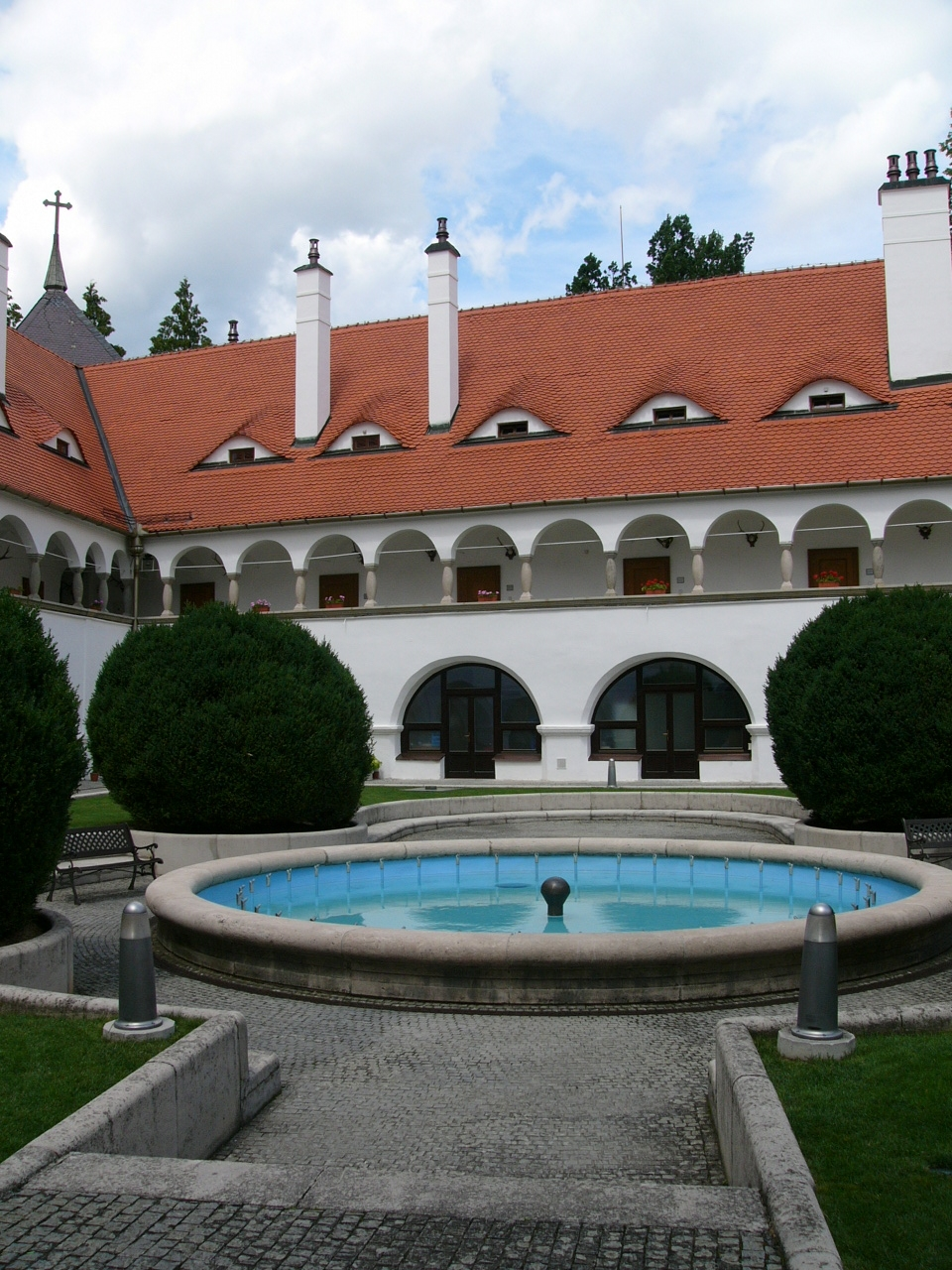
Innenhof

Im Jahre 1742 verkauften die Zichys die Herrschaft an den kroatischen Grafen Adam Keglevich. Der letzte Besitzer der Herrschaft aus diesem Geschlecht war István Keglevich (* 18. Dezember 1840 in Wien, † 25. Mai 1905 in Budapest). Durch schlechte Bewirtschaftung geriet die Herrschaft unter den Hammer und wurde am 20. September 1890 abermals versteigert. Den Zuschlag erhielt Erzherzog Joseph Karl Ludwig von Österreich. Damit ging die Herrschaft in den Besitz der Habsburger über.
Nach dem Tod von Joseph Karl Ludwig ging das Anwesen in den Besitz seines Sohnes, des Erzherzogs Joseph August von Österreich, über. Dieser ließ die landwirtschaftlichen Gebäude in der Nähe des Schlosses abreißen und vergrößerte den Park auf eine Gesamtfläche von rd. 40 Hektar. An der Verschönerung des Parks war ihm sehr gelegen. Er führte Aufforstungen durch, ließ einige Teichanlagen im Park anlegen und erwarb drei Plastiken (Bär, Eber und Hirsch) des bekannten ungarischen Bildhauers Alajos Strobl, die er im Schlosspark aufstellen ließ. Joseph August richtete ein Gestüt ein und begann mit der Pferdezucht, die in ganz Ungarn Berühmtheit erlangte. Im Jahre 1910 ließ er ein Jagdschlösschen im Stil der Secession neu bauen und eine neue Reithalle sowie ein Wagendepot (für Pferdefuhrwerke und Schlitten) in der Nähe des Schlosses errichten.

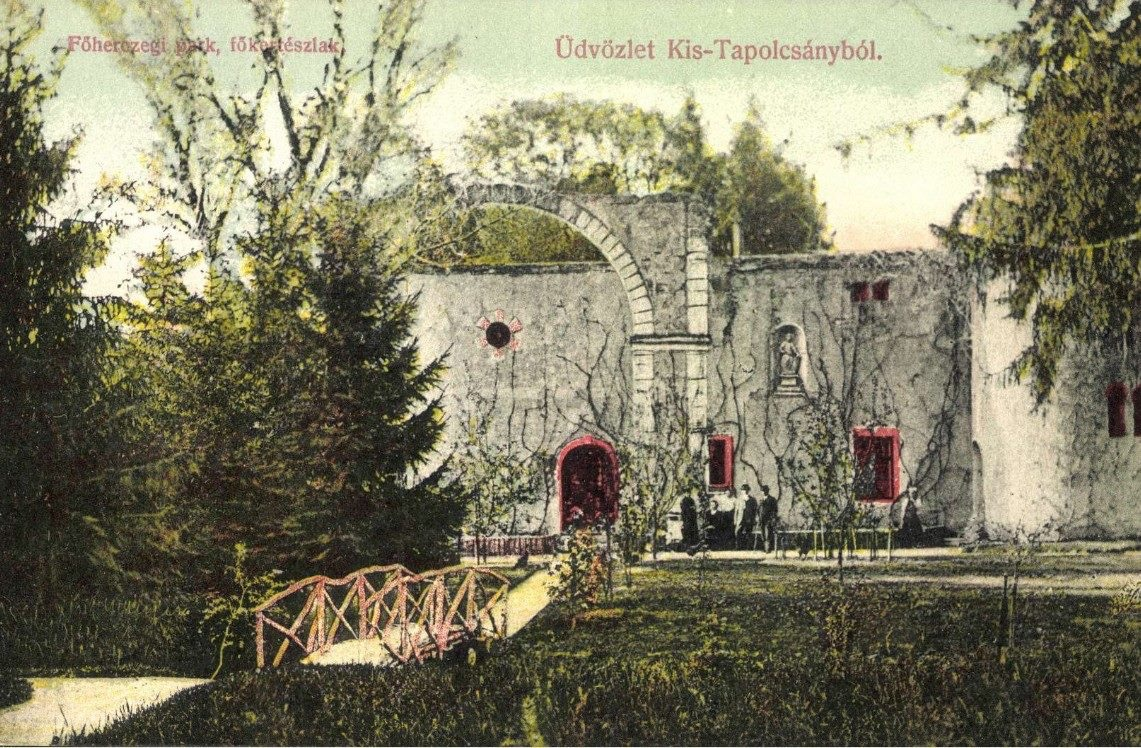
Teilansicht der Schlossparks (Zustand vor 1918)

Erzherzog Joseph August stattete das Schloss mit wertvollen Möbeln aus und erweiterte die Bibliothek, die auf einen Umfang von 14.000 Bänden anwuchs.
Nach dem Zusammenbruch Österreich-Ungarns Nach dem Ersten Weltkrieg wurde mit dem Vertrag von Trianon die Herrschaft Kistapolcsány Teil der neu gegründeten Tschechoslowakei und verstaatlicht. Die Habsburger wurden enteignet. Der ehemalige Erzherzog Joseph August strebte vergeblich einen Prozess zur Wiedergewinnung seines Eigentums an. Das Eigentum erhielten die Habsburger von der Tschechoslowakischen Republik nicht wieder zurück.
Das Schloss Topoľčianky samt wertvoller Einrichtung wurde dem Staatspräsident der neuen Republik als Sommerresidenz zur Verfügung gestellt, wobei vor allem der erste Präsident der Tschechoslowakei Tomáš Garrigue Masaryk zwischen 1923 und 1935 das Schloss regelmäßig für seine zum Teil sehr ausgeprägten Urlaubsaufenthalte nutzte. Nach seinem Tod wurde das Schloss von den späteren Präsidenten nur noch sporadisch genutzt. Der kommunistische Präsident Klement Gottwald übereignete das Schloss samt wertvoller Einrichtung am 28. August 1949 den „revolutionären“ Gewerkschaften; es sollte als Erholungsheim für die Werktätigen in der
Volksrepublik Tschechoslowakei dienen. Dabei gingen große Teile der ursprünglichen wertvollen Einrichtung und des Inventars zugrunde.
Nach der Wende und der Samtenen Revolution wurde das Schloss unter Denkmalschutz gestellt. Große Teile des Schlosses wurden restauriert. Es dient heute als Museum, das für Besucher zugänglich gemacht wurde.
Die wertvollen Bestände der Bibliothek sind jedoch nur noch Wissenschaftlern zu Forschungszwecken zugänglich.

## Architektur

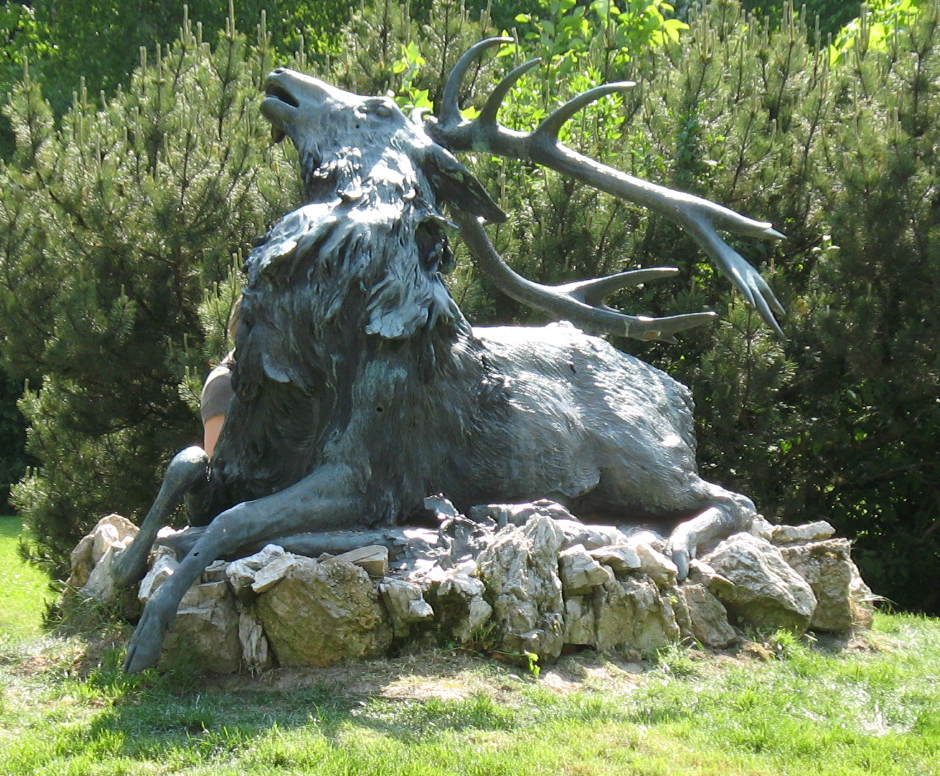
Skulptur des Hirschen im Schlosspark. (ein Werk des Bildhauers Alajos Strobl)

Die ältesten Teile des Schlosses wurden im spätgotischen Stil im 15. und 16. Jahrhundert errichtet und im 17. Jahrhundert teilweise in Renaissancestil umgebaut und während der Türkenkriege befestigt. Nach einigen barocken Zutaten wurde 1820 der älteste der vier Flügel, die einen Hof mit zweigeschossigen Arkaden einschließen, abgerissen und auf Anordnung von Johann Nepomuk Keglevich (* 13. Mai 1786 in Pest; † 15. Oktober 1856 in Kistapolcsány) durch einen großzügig disponierten, monumentalen klassizistischen Neubau ersetzt. Der österreichische Hofarchitekt Alois Pichl wurde im Jahre 1818 mit der Planung und Ausführung dieses Projektes beauftragt. Die Arbeiten wurden im Jahre 1825 abgeschlossen.
Charakteristisch ist die große Kuppel. Vor dieser steht in der Fassade ein dreiachsiger Portikus, der mit dem durch vier Säulen begrenzten und durch ein Tympanon abgeschlossenen Balkon beherrschend wirkt. Die erlesene Einrichtung, die nach dem Erwerb des Schlosses durch die Habsburger am Ende des 19. Jahrhunderts großzügig ergänzt wurde, stammt teilweise aus dem 17. Jahrhundert.

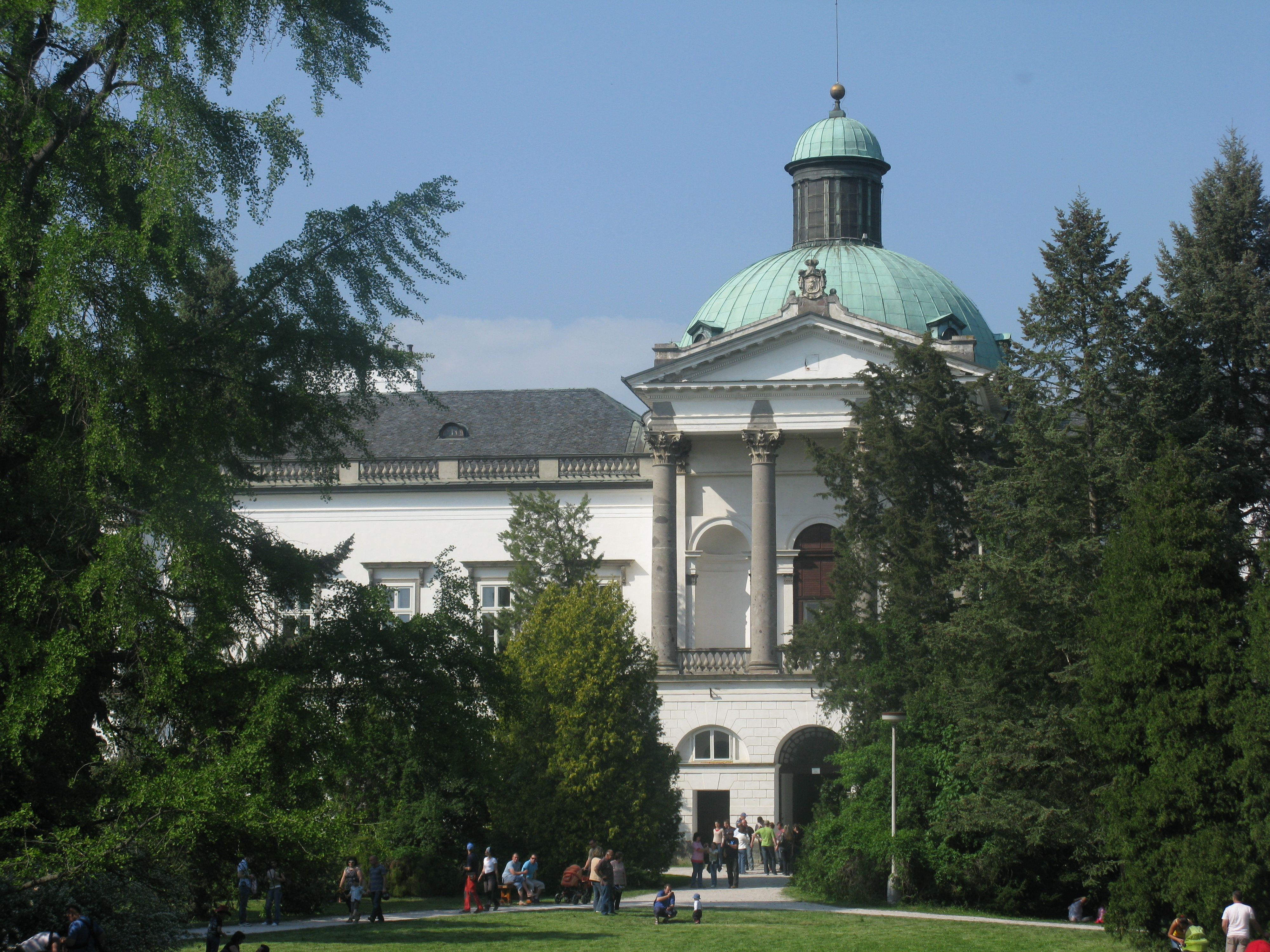
Kuppel
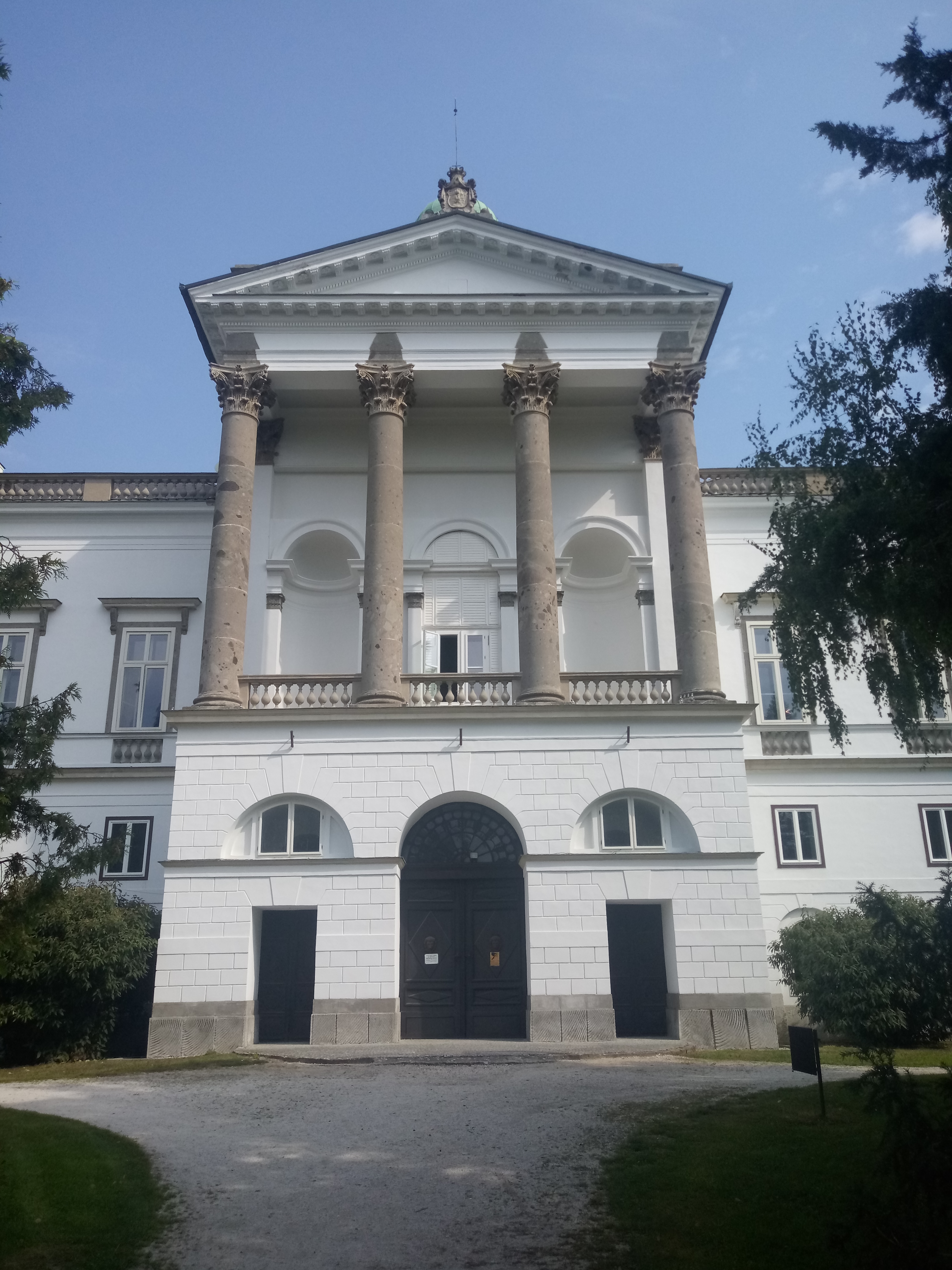
Portikus